# Canton de Mortrée
Le canton de Mortrée est une ancienne division administrative française située dans le département de l'Orne et la région Basse-Normandie.

## Géographie
Ce canton était organisé autour de Mortrée dans l'arrondissement d'Argentan. Son altitude variait de 157 m (Saint-Loyer-des-Champs) à 363 m (La Bellière) pour une altitude moyenne de 198 m.

## Histoire
De 1833 à 1848, les cantons d'Écouché et de Mortrée avaient le même conseiller général. Le nombre de conseillers généraux était limité à trente par département.

## Représentation

### Conseillers d'arrondissement (de 1833 à 1940)
| Période                                  | Période          | Identité                  | Étiquette                   | Qualité |
| ---------------------------------------- | ---------------- | ------------------------- | --------------------------- | --- |
| 1833                                     | 1845             | M. Poirier                |                             | Vérificateur de l'enregistrement, propriétaire à Montmerrei                                                                                    |
|                                          |                  |                           |                             | |
| 1848                                     |                  | M. Decourt                |                             | Juge de paix à Mortrée |
|                                          |                  |                           |                             | |
| 1868                                     |                  | Émile Léger               |                             | Agriculteur, maire de Vrigny |
|                                          |                  |                           |                             | |
|                                          | 1882 (démission) | Henri-Louis Corneillet    |                             | Notaire |
|                                          |                  |                           |                             | |
| 1901                                     |                  | Camille Labbé (1875-1929) | Républicain antiministériel | Docteur en droit, chef du secrétariat du commissariat général du gouvernement français aux expositions de Buenos-Aires, propriétaire à Mortrée |
|                                          |                  |                           |                             | |
| 1919                                     | 1940             | Joseph Léger (1872-?)     | Conservateur URD            | Agriculteur, maire de Vrigny |
| 1940                                     |                  |                           |                             | Les conseils d'arrondissement ont été suspendus par la loi du 12 octobre 1940 et n'ont jamais été réactivés                                    |
| Les données manquantes sont à compléter. |                  |                           |                             | |

### Conseillers généraux de 1833 à 2015
| Période | Période           | Identité                                                                 | Étiquette          | Qualité |
| ------- | ----------------- | ------------------------------------------------------------------------ | ------------------ | --- |
| 1833    | 1839              | Achille-Claude Poriquet (1788-1861)                                      |                    | Avocat et conseiller à la Cour royale de Paris |
| 1839    | 1840 (annulation) | Jean-François Théodore de Chazot                                         |                    | Ancien officier de marine, maire d'Écouché, conseiller d'arrondissement du canton d'Écouché |
| 1840    | 1848              | Achille-Claude Poriquet                                                  |                    | Avocat et conseiller à la Cour royale de Paris |
| 1848    | 1858              | Marie Charles Florizel Guyon, marquis de Guercheville                    |                    | Ancien militaire, propriétaire, maire de Montmerrei |
| 1858    | 1861 (décès)      | Achille-Claude Poriquet                                                  |                    | Avocat et conseiller à la Cour royale de Paris |
| 1861    | 1871              | Duc puis marquis Gaston d'Audiffret-Pasquier                             | Conservateur       | Maître des requêtes au Conseil d'État, député (1871-1875), président de l'Assemblée nationale (1875-1876), sénateur inamovible (1875-1905), président du Sénat (1876-1879), maire de Saint-Christophe-le-Jajolet                 |
| 1871    | 1910 (décès)      | Charles-Paul-Eugène Poriquet                                             | Conservateur       | Ancien magistrat, sénateur (1876-1910), ancien préfet |
| 1910    | 1940              | Étienne d'Audiffret-Pasquier (petit-fils de Gaston d'Audiffret-Pasquier) | RI d'Act. soc. URD | Propriétaire, éleveur de chevaux, maire de Saint-Christophe-le-Jajolet (1920-1944 et 1945-1948), député (1919-1942), nommé membre de la Commission administrative départementale en 1941, nommé conseiller départemental en 1943 |
|         |                   |                                                                          |                    | |
| 1945    | 1955              | Victor Chevreuil (1888-1965)                                             | DVG                | Charpentier, maire de Mortrée (1929-1962) |
| 1955    | 1961              | Jean Lépicier                                                            | DVD                | Notaire à Mortrée |
| 1961    | 1967              | Maurice Hébrard (1906-1980)                                              | Rad.               | Propriétaire à Montmerrei |
| 1967    | 1985              | Gérard Sillière                                                          | DVD puis RPR       | Carrossier, maire de Mortrée (1971-1983) |
| 1985    | 1998              | Paul Jarlaud                                                             | DVD                | Vétérinaire, maire de Mortrée (1983-2001) |
| 1998    | 2015              | Claude Duval                                                             | DVG                | Chef d'entreprise, maire de Montmerrei (2008-2014 et depuis 2020), élu en 2015 dans le canton de Sées |

Le canton participe à l'élection du député de la troisième circonscription de l'Orne.

## Composition

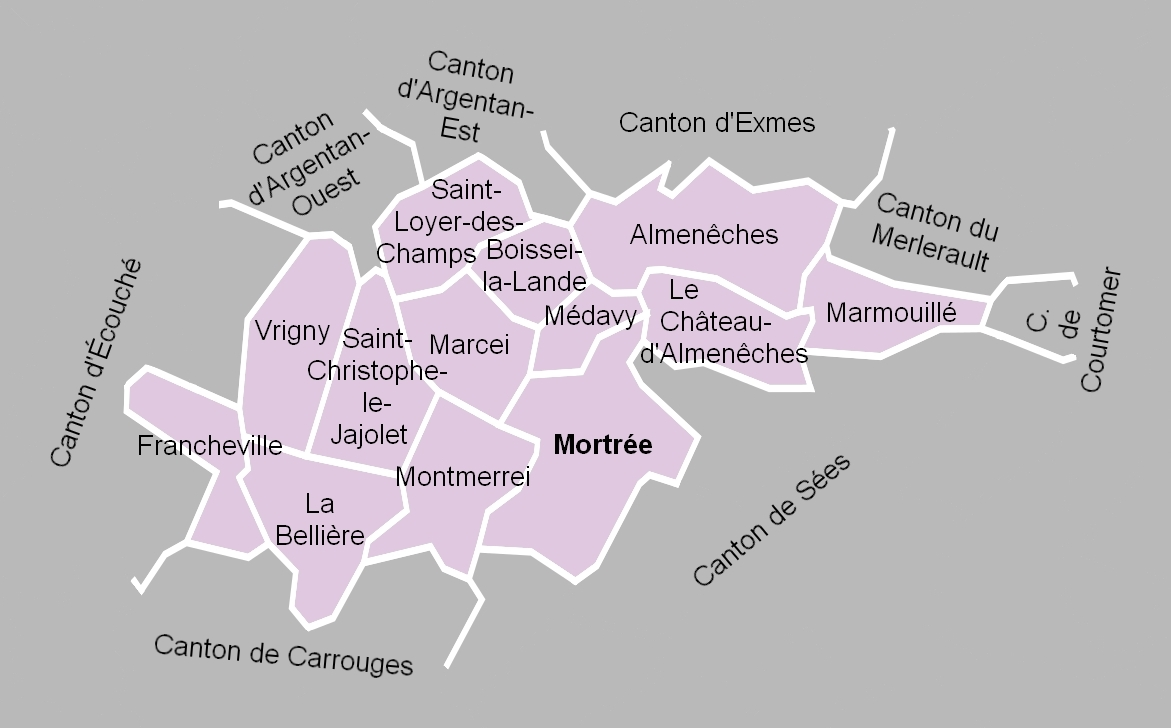
La carte des communes du canton. Les cantons limitrophes étaient ceux d'Écouché, d'Argentan-Ouest, d'Argentan-Est, d'Exmes, du Merlerault, de Courtomer, de Sées et de Carrouges.

Le canton de Mortrée comptait 4 434 habitants en 2012 (population municipale) et regroupait dix communes (treize avant la création de Boischampré par fusion) :
- Almenêches ;
- La Bellière ;
- Boischampré ;
- Boissei-la-Lande ;
- Le Château-d'Almenêches ;
- Francheville ;
- Marmouillé ;
- Médavy ;
- Montmerrei ;
- Mortrée.

À la suite du redécoupage des cantons pour 2015, toutes les communes à l'exception de Boischampré sont rattachées au canton de Sées. Boischampré est intégré au canton d'Argentan-1.

### Anciennes communes
Les anciennes communes suivantes étaient incluses dans le canton de Mortrée :
- Bray et Marigny, absorbées entre 1795 et 1800 par la commune d'O qui prend alors le nom de Mortrée.
- Saint-Hippolyte, absorbée en 1822 par Almenêches.
- Le Repos, absorbée en 1822 par Médavy.
- Marcei, Saint-Christophe-le-Jajolet, Saint-Loyer-des-Champs et Vrigny, devenues communes déléguées de la commune nouvelle de Boischampré le 1er janvier 2015.

## Démographie
| 1962  | 1968  | 1975  | 1982  | 1990  | 1999  | 2006  | 2011  | 2012  |
| ----- | ----- | ----- | ----- | ----- | ----- | ----- | ----- | ----- |
| 4 181 | 4 068 | 3 721 | 3 776 | 3 985 | 4 026 | 4 068 | 4 417 | 4 434 |